# Onomaziologie
Onomaziologie (z řec. onomazein, pojmenovat) je jazykovědná nauka o pojmenování jevů, věcí, atd. jazykovými znaky (slovy). Vychází od pojmu jakožto odrazu jevu skutečnosti a zkoumá, jakými jazykovými znaky je vyjádřen.
Opakem onomaziologie je semaziologie.